# Triticinae
Sous-tribu
Synonymes
- Aegilopinae Nevski, 1933

Les Triticinae sont une sous-tribu de plantes monocotylédones de la famille des Poaceae, sous-famille des Pooideae, à répartition cosmopolite, qui comprend (selon Soreng et al.) six genres. Le genre type est Triticum L..

## Liste des genres
Selon Soreng et al. (2017)  :
- Aegilops L.
- Amblyopyrum (Jaub. & Spach) Eig
- Dasypyrum (Coss. & Durieu) T.Durand, 1955
- Thinopyrum
- ×Triticosecale
- Triticum L., 1753